# Sinopoda kieo
Sinopoda kieo – gatunek pająka z rodziny spachaczowatych i podrodziny Heteropodinae.

## Taksonomia
Gatunek ten opisany został po raz pierwszy w 2020 roku przez Elenę Grall i Petera Jägera na łamach „Zootaxa”. Jako miejsce typowe wskazano Tham Kieo na północ od Ban Phoxay w dystrykcie Vang Vieng w laotańskiej prowincji Wientian. Epitet gatunkowy pochodzi od miejsca typowego.

## Morfologia
Jedyny zmierzony okaz jest samicą o ciele długości 11,7 mm przy prosomie długości 5 mm i szerokości 4,3 mm. U okazu przechowywanego w alkoholu karapaks jest brązowy z żółtawopomarańczowym środkiem, żółtą łatką na przecie, ciemnobrązowymi krawędziami bocznymi oraz ciemnobrązowym znakiem w kształcie podkowy i żółtym paskiem z tyłu. Szczękoczułki są rudobrązowe z pomarańczową plamką, nogogłaszczki rudobrązowe, sternum jest żółtawobiałe, odnóża żółtawobrązowe z elementami brązowymi, natomiast opistosoma (odwłok) z wierzchu żółtawoszara z brązowym nakrapianiem, a od spodu żółtawobrązowa brązowymi kropkami po bokach. Szczękoczułki mają trzy zęby na krawędzi przedniej i cztery na tylnej. Genitalia samicy mają szersze niż dłuższe pole epigynalne pozbawione pasm przednich i sensillów szczeliniastych. Przedsionek kopulacyjny umieszczony w tylnej części epigyne jest dwukrotnie większy niż u podobnej S. aenyk. Boczne płaty wulwy są zlane, silnie nabrzmiałe brzusznie, w tyle zaopatrzone w szerokie wcięcie pośrodkowe. Układ kanalików wewnętrznych ma widoczne od strony brzusznej i grzbietowej, okrągławe wyrostki gruczołowe. Przewód zapładniający jest długi, w części proksymalnej i dystalnej równie szeroki.

## Rozprzestrzenienie
Pająk orientalny, endemiczny dla Laosu, znany tylko z lokalizacji typowej na terenie prowincji Wientian. Odnaleziony został na wysokości 286 m n.p.m.